# Passage (film, 2024)

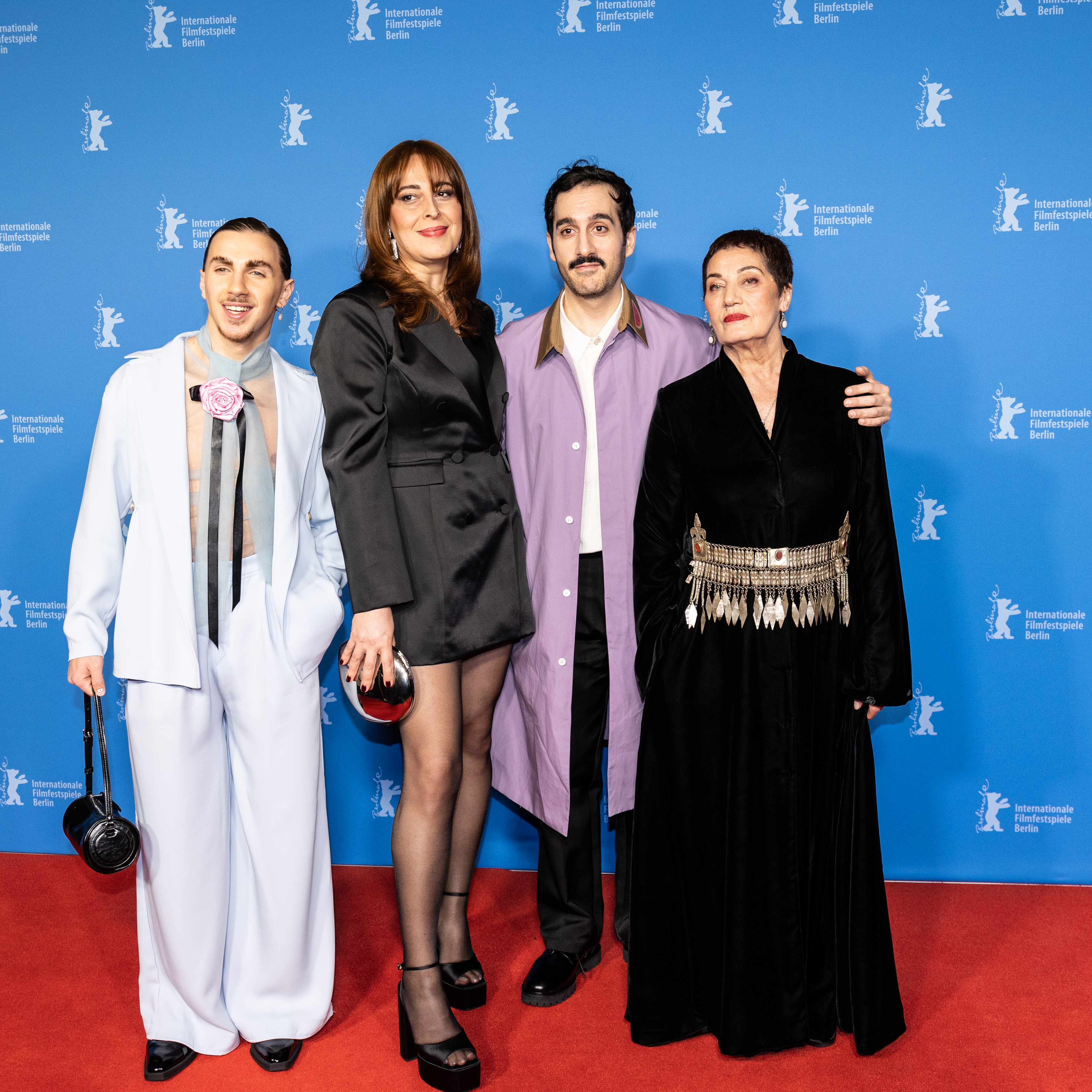
Levin Akin (andra från höger) tillsammans med skådespelarna i Passage.

Passage är en svensk dramafilm från 2024. Filmen är regisserad av Levan Akin som även skrivit filmens manus.
Filmen hade biopremiär i Sverige den 22 mars 2024, utgiven av Triart Film. Passage mottog god kritik och vid Guldbaggegalan 2025 nominerades den i sju kategorier varav den vann fyra: Bästa film, Bästa regi för Akin, Bästa foto för Lisabi Fridell och Bästa ljuddesign för Anne Gry Friis Kristensen och Sigrid DPA Jensen.

## Handling
Filmen kretsar kring Lia som reser till Istanbul i hopp om att rädda sin systerdotter från ett liv i prostitution. Kvinnans väg korsas av två andra personer som även de försöker rädda någon de älskar.

## Rollista (i urval)
- Mzia Arabuli – Lia
- Lucas Kankava – Achi
- Deniz Dumanli – Evrim